# Långmyrtjärnarna, Västerbotten
Långmyrtjärnarna är en sjö i Norsjö kommun i Västerbotten och ingår i Skellefteälvens huvudavrinningsområde.